# Luis Gutnisky
Luis Gutnisky (Avellaneda, provincia de Buenos Aires, 9 de enero de 1910 - provincia de Misiones, Argentina 30 de diciembre de  1959) fue un médico, político, primer gobernador constitucional de la provincia de Formosa.

## Biografía
Luis Gutnisky, médico de profesión y político. Había nacido en Avellaneda, provincia de Buenos Aires, el 9 de enero de 1910.
Fue uno de los cuatro hijos del matrimonio formado por Bernardo Gutnisky y Catalina Felsher, ambos de origen judío. Los restantes fueron Isaac (que se radicó en Buenos Aires), Abraham (que también vivió en Formosa) y Flora Gutnisky de Kesner (que se domicilió en Corrientes).
La infancia transcurrió en su ciudad natal; solo cuando inició sus estudios universitarios se radicó en Rosario, provincia de Santa Fe. En la Facultad de Ciencias Médicas de esa ciudad obtuvo el título de médico cirujano, el 6 de marzo de 1933.
Se radicó en la provincia de Formosa ejerciendo su profesión a la vez que inició su militancia política en la UCR.
Por corto lapso se trasladó a la capital de la provincia de Salta. Allí se casó con Adela Steren, a poco de cumplir 27 años de edad; fue el 14 de enero de 1937. De ese matrimonio nacieron tres hijos: Catalina Esther; Bernardo Oscar y Eduardo Ernesto..
Fue elegido concejal municipal en la capital provincial, ejerciendo ese cargo durante los años 1937-1938. Interinó por un corto lapso, en octubre de 1942, como  Intendente Municipal de Formosa.
En agosto de 1949 la Municipalidad autorizó a Luis Gutnisky  a construir la casa de la calle Rivadavia entre avenida 25 de Mayo y España. Allí vivió el resto de sus días.

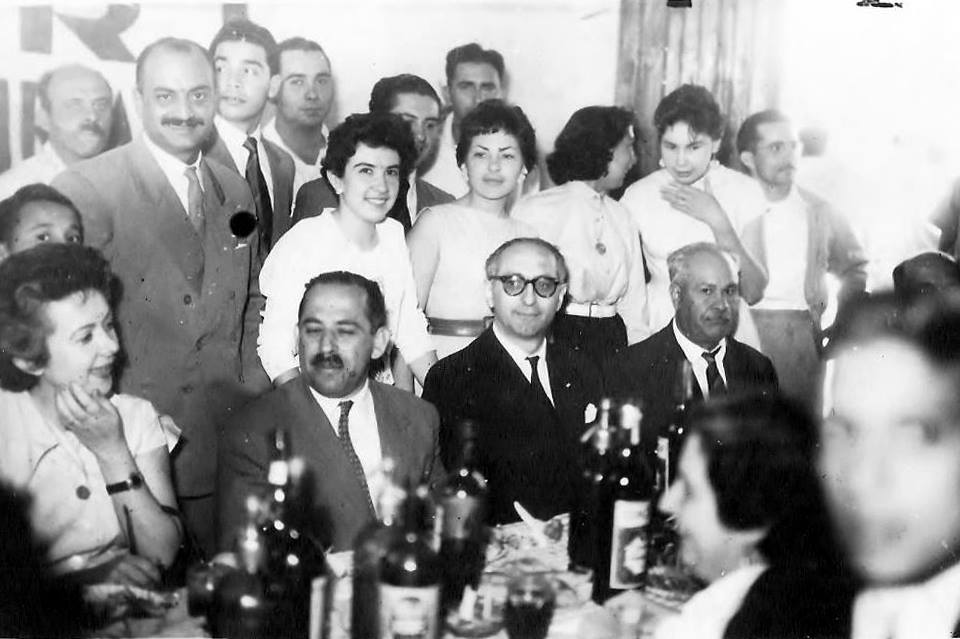
Frondizi y Gutnisky en un acto de campaña en Pirané, Formosa, 1957.

También, en 1952, ocupó el cargo de concejal, junto a Exequiel Magno Gómez y Pablo Alarcón, entre otros. Fue titular del establecimiento privado "Sanatorio Pasteur".El 27 de abril de 1956 un decreto del dictador Pedro Eugenio Aramburu declaró nula la Constitución nacional y dejó sin efecto las constituciones de las provincias del Chaco, de La Pampa y de Misiones .El peronismo en tanto se identificaba con el logro de la autonomía provincial y había gobernado a las comunas mencionadas en el período previo al golpe militar. La imposibilidad de participar en los comicios protestas difundidas mediante panfletos y volantes. 
Perón desde el exilio aconsejó votar a los candidatos de la Unión Cívica Radical Intransigente -UCRI –luego del acuerdo entre este dirigente y Frondizi- representados por Luis Gutnisky, que finalmente triunfaron el 23 de febrero de 1958, integrando la fórmula Luis Gutnisky - Emilio Tomás, asumió como primer gobernador constitucional el 1 de mayo de 1958.

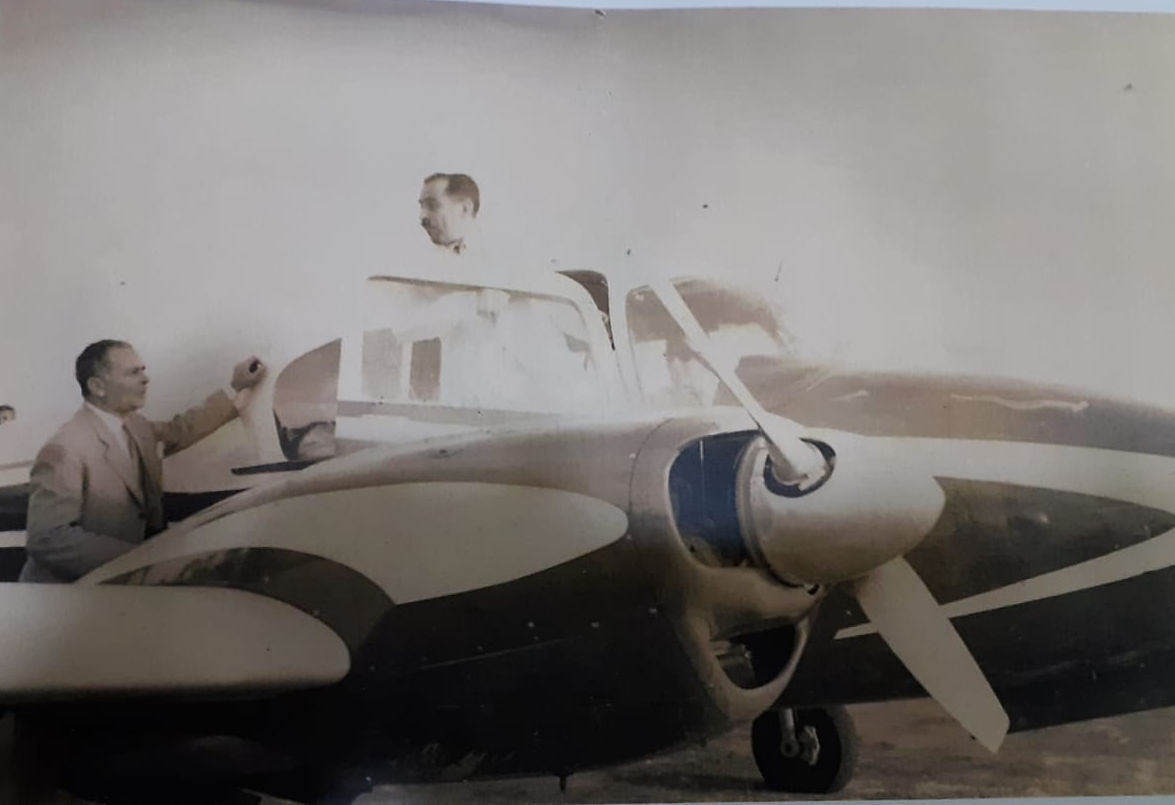
Última fotografía de Luis Gutnisky antes del accidente. Con Carlos Maria Gonzalez, Secretario General de la Gobernación del Primer Gobierno Constitucional, despidiendo al señor gobernador Gutnisky.

La labor legislativa se resintió por los conflictos internos del partido gobernante y por una oposición cada vez más fuerte. El número de leyes se redujo y el gobernador debió recurrir en varias oportunidades al poder de veto para rechazar otras cuyo criterio no compartía.
Producida la división del radicalismo nacional en Tucumán, en 1956, Gutnisky se encolumnó tras el Dr. Arturo Frondizi  en la Unión Cívica Radical Intransigente.Las elecciones provinciales se dieron en paralelo con la proscripción que pesaba sobre el peronismo, lo cual dejó el camino abierto al radicalismo.Fue diputado en la convención que redactó la Constitución provincial en 1957.
Viajó en misión de gobierno a la provincia de Misiones encontrando la muerte al caer el avión que los transportaba, el 30 de diciembre de 1959.

## Homenaje
La principal avenida de acceso a la Ciudad de Formosa lleva el nombre del Dr. Luis Gutnisky, en homenaje al primer Gobernador Constitucional de Formosa.